# Cantón de Neuilly-en-Thelle
El cantón de Neuilly-en-Thelle era una división administrativa francesa, que estaba situada en el departamento de Oise y la región de Picardía.

## Composición
El cantón estaba formado por quince comunas:
- Balagny-sur-Thérain
- Belle-Église
- Boran-sur-Oise
- Chambly
- Cires-lès-Mello
- Crouy-en-Thelle
- Dieudonné
- Ercuis
- Foulangues
- Fresnoy-en-Thelle
- Le Mesnil-en-Thelle
- Morangles
- Neuilly-en-Thelle
- Puiseux-le-Hauberger
- Ully-Saint-Georges

## Supresión del cantón de Neuilly-en-Thelle
En aplicación del Decreto n.º 2014-196 de 20 de febrero de 2014, el cantón de Neuilly-en-Thelle fue suprimido el 22 de marzo de 2015 y sus 15 comunas pasaron a formar parte; siete del nuevo cantón de Méru, cuatro del nuevo cantón de Chantilly y cuatro del nuevo cantón de Montataire.